# 二木英徳
二木 英徳（ふたぎ ひでのり、1936年〈昭和11年〉12月23日 - 2022年〈令和4年〉8月10日）は、日本の実業家。従四位旭日重光章。
元ジャスコ社長、副会長、イオン名誉相談役、日本体操協会名誉会長、元日本チェーンストア協会会長。

## 略歴
兵庫県姫路市出身。兵庫県立姫路西高等学校を経て、1960年東京大学経済学部卒業と同時に、父親である二木一一創業のフタギ株式会社に入社。常務取締役等を歴任後、1970年ジャスコと合併した後、取締役、取締役社長に就任。
その後、取締役副会長、相談役を歴任し、社名がイオンに変更された2001年には、日本体操協会会長に就任。
1995年（平成7年）5月15日 春の褒章で藍綬褒章を受章。同年5月19日には日本チェーンストア協会会長に就任。
2003年（平成15年）イオン株式会社名誉相談役に就任。
2022年（令和4年）春の叙勲で旭日重光章を受章。
2022年（令和4年）8月10日、老衰のため、死去。85歳没。死没日付で従四位に叙された。

## その他
中央競馬の馬主としても活動していた。馬主の登録服色は「水色、黒菱山形、黒袖水色二本輪」。主な所有馬の冠名に「エイカイ」を使用している。

## 栄典
- 1995年（平成7年）4月29日 - 藍綬褒章
- 2022年（令和4年）4月29日 - 旭日重光章
- 2022年（令和4年）8月10日 - 従四位

## 関連人物
- 岡久留実 - イオンヘッドコーチ、新体操日本代表コーチ 日本体操連盟理事長